# Sympycnus brevinervis
Sympycnus brevinervis är en tvåvingeart som beskrevs av Meijere 1916. Sympycnus brevinervis ingår i släktet Sympycnus och familjen styltflugor. Inga underarter finns listade i Catalogue of Life.